# Alexandre de Laborde

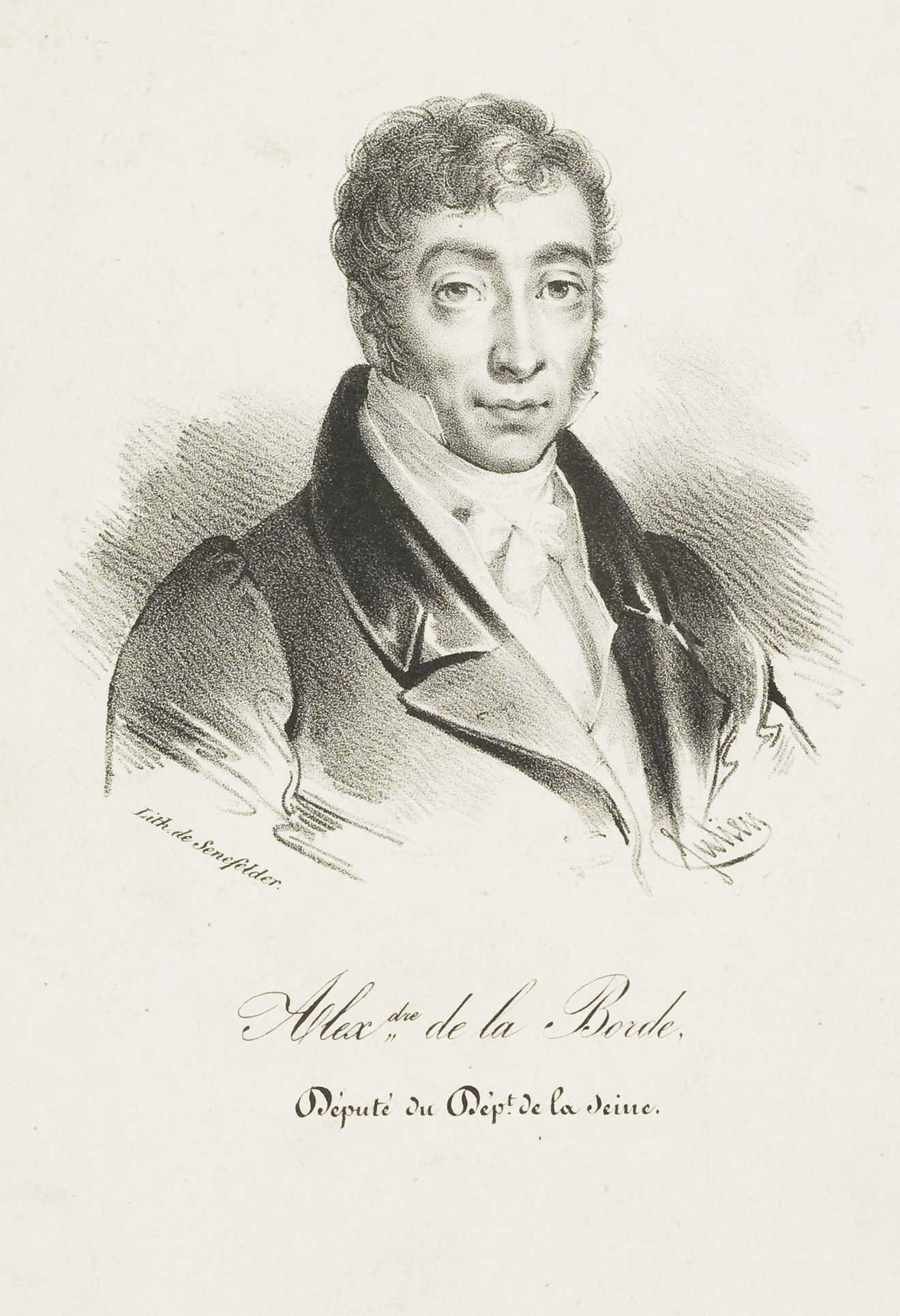
Alexandre de Laborde.

Alexandre Louis Joseph, marqués de Laborde, conde del Imperio, fue un escritor, viajero, anticuario y político francés, nacido en París el 17 de septiembre de 1773 y muerto en la misma ciudad el 20 de octubre de 1842.

## Biografía
De familia originalmente española y bearnesa, fue el cuarto hijo del financiero Juan José o Jean-Joseph de Laborde (1724-1794), natural de Jaca (Huesca), que muere sobre el cadalso, y de Rosalie de Nettine (1737-1820). El padre había hecho fortuna en Bayona, y Alexandre estudió en Oratoriens en el colegio de Juilly. En el momento de la Revolución francesa, fue enviado por su padre a Viena, cerca del emperador José II, a quien solicitó el encontrarle un empleo; aunque muy enfermo en aquella época, el emperador dio instrucciones precisas para que fuese admitido en el ejército austríaco. El 10 de diciembre de 1789, a la edad de diecisiete años, el joven fue nombrado oficial en el tercer regimiento de infantería en Olomouc (Moravia). Nombrado capitán en el sexto regimiento de los jinetes de la antigua caballería ligera en octubre de 1791, luchó en el año siguiente contra los ejércitos revolucionarios franceses, sobre las fronteras flamencas y luxemburguesas, destacando por su generosidad con respecto a sus compatriotas heridos o encarcelados. En 1795 se tomó un permiso largo para reencontrarse con su madre y su hermana en Suiza, y luego con su hermano en Inglaterra. Volvió al ejército austríaco a las filas de los húsares de Kinski, donde hizo amistad con Neipperg, antes de dejar el servicio con grado de jefe de escuadrón.
Después de haber viajado por Alemania, Holanda y por Italia, consiguió ser excluido de la lista de los emigrados gracias a certificados de complacencia después de la paz de Campo-Formio, en 1797, y pudo volver a Francia, dónde entró en el Ministerio de Relaciones Exteriores con Talleyrand, quien lo tomó bajo su protección. En la misma época, compartía con Berthier los favores de la marquesa Visconti di Borgoratto. Era entonces un hombre "amable, divertido y original", dotado de un encanto especial, como recuerda la condesa de Genlis.

### Bajo el Consulado y el Primer Imperio
Con un gran interés por las artes, Laborde viajó por Inglaterra, Holanda, Italia y España. Protegido por Luciano Bonaparte, trabajó en 1800 en la embajada de Madrid. Ésta se acabó con la conclusión del tratado de Aranjuez en marzo de 1801. Luciano y Laborde volvieron entonces a Francia. A través de Laborde, Luciano encontró en el castillo de Méréville, (en el que estaba de ama de llaves), a la muy bella Alexandrine Jacob de Bleschamp, viuda de un agente de cambio y bolsa, de quien se enamoró perdidamente y con quien se casó en junio de 1803, ocasionando una desavenencia duradera con Napoléon.
Comprometido durante un tiempo por su participación indirecta en este matrimonio, Laborde se consagró a la edición de grandes libros sobre España. Ya antes de la época de su misión diplomática tuvo la oportunidad de conocer la belleza de este país y de interesarse por él, que además era el de los orígenes de su familia paterna. Según se ha descubierto hace poco, fue bajo el patrocinio directo de Carlos IV y, sobre todo, de su Secretario de Estado Manuel Godoy como dirigió, ya entre 1792 y 1798, un equipo de artistas y eruditos, a la cabeza del cual permaneció durante mucho tiempo. Ayudado por este equipo, entre los que se encontraba su amigo François-René de Chateaubriand, publicó el Itinéraire descriptif de l'Espagne (Itinerario descriptivo de España) (1809, 5 volúmenes y 1 atlas) y el Voyage pittoresque et historique de l'Espagne (Viaje pintoresco e histórico de España) (1806-1820, 4 volúmenes en gran folio), cuyo primer volumen, sobre Cataluña, tuvo una primera edición en español, publicada en Madrid por la Imprenta Real, en 1806, dedicada a Godoy en calidad de mecenas; fue una edición limitada y pronto desaparecida. Tras la caída en desgracia del rey y su valido, Laborde se llevó las planchas y demás material a París, y consagró una gran parte de su fortuna a sacar adelante la segunda de estas publicaciones, realizada con mucho cuidado, erudición y precisión, que contiene más de 900 grabados, un compendio de historia política y civil y muchos monumentos arqueológicos. La guerra de 1808 paró la venta de este libro, comprometiendo la fortuna del autor que, apretado por las necesidades de su familia, a la que mantenía, se decidió a entrar en la Administración francesa.
Fue nombrado, en 1808, oyente del Consejo de Estado y caballero de la Legión de honor en 1809. La función entonces era poco prestigiosa y el trabajo correspondía a un tipo de escuela de administración donde el Imperio formaba a sus altos funcionarios. Laborde tomó su situación con humor. Cuentan que Napoléon I, cruzándose con él, un día en las Tullerías, le habría dicho: "¡He aquí el hijo mayor de mis oyentes!", a lo que Laborde habría respondido: "¡Sí, Señor, y el hijo menor de sus preocupaciones!"
En este mismo año 1808 el Emperador lo llevó con él a Madrid, como buen conocedor de España, mientras que su mujer fue nombrada dama de honor de la emperatriz Josefina. Se quedaron satisfechos con la misión de Laborde y fue nombrado conde del Imperio el 9 de enero de 1810.
Poco después fue enviado como secretario de la delegación extraordinaria, presidido por el mariscal Berthier, encargado de pedir oficialmente la mano de la archiduquesa María-Luisa. Gracias a sus numerosas relaciones en Viena y a su perfecto conocimiento de la lengua alemana, Laborde hizo maravillas en esta misión delicada. Llegó a apartar las dudas emitidas por el clero vienés sobre la regularidad del divorcio entre Napoléon y Josefina y a apaciguar las inquietudes sobre los riesgos que podría correr en Francia la joven-sobrina de María Antonieta. Recibió a guisa de recompensa dos tabaqueras guarnecidas de diamantes y la cruz de comendador de la orden de Saint-etienne.
Supo aprovechar su misión para efectuar un viaje largo por los estados austríacos y reunir material para escribir el Voyage pittoresque en Autriche (Viaje pintoresco de Austria), que publicó en 1821.
A su vuelta a Francia, Laborde fue encargado de presidir la comisión de liquidación de las cuentas del Gran Ejército. Luego fue colocado a la cabeza del Servicio de los caminos, canales y puertos del departamento del Sena (1812). En estas funciones propuso varios proyectos de embellecimientos de la capital (establecimiento de lavaderos públicos, creación de aceras, colocación de bombas para fuego) entre los que varios fueron realizados posteriormente.
Laborde había concebido el proyecto de hacer un inventario completo de las riquezas arqueológicas de Francia. Consiguió del conde de Montalivet, ministro del Interior, que mandara una circular a los prefectos requeriéndoles su colaboración para hacerlo. La iniciativa no tuvo una buena respuesta. Laborde intentaría volver a lanzar su idea bajo la Restauración, pero fue realmente puesta en marcha sólo bajo el Segundo Imperio.
Oficial de la Legión de honor en 1813, fue llamado, el mismo año (29 de enero), al Instituto de Francia (Clase de historia y de literatura antigua) en sustitución del Sr. de Toulongeon. Se lanzó a publicaciones muy lujosas arqueológicas e históricas, ilustradas por artistas de renombre, que no llegó a rentabilizar y que terminaron, con sus numerosas prodigalidades, de poner en un estado lastimoso su fortuna: fue perseguido hasta el fin de sus días por sus acreedores.
Figura de la sociedad imperial, el amigo del alma de la reina Hortensia, pasa por ser el autor verdadero de las romanzas atribuidas a ésta, como Le Bon Chevalier (El Buen Caballero), En soupirant j'ai vu naître l'aurore (Suspirando vi nacer la aurora), o la célebre Partant pour la Syrie (Marchando para Siria), himno oficial del Segundo Imperio.
Fue alcalde de Méréville de 1805 a 1814.

### Bajo la Restauración
Oficial auxiliar de comandante de batallón de la guardia nacional en 1814, ejerció un tiempo el mando del Palacio de las Tullerías y recibió la misión de ir al campo ruso en París, en la noche del 31 el marzo, para negociar allí la capitulación de la guardia nacional. Luis XVIII le nombró entonces Coronel de Estado Mayor y caballero de la orden real y militar de san Luis. Fue en aquella época cuando rehízo el título de marqués de Laborde que luego fue llevado por sus descendientes.
Se fue a Inglaterra para estudiar allí el método de enseñanza mutua popularmente llamado "Lancaster", y se hizo a su vuelta, bajo la Segunda Restauración, su propagador activo en Francia, particularmente en calidad de secretario de la Sociedad central de enseñanza mutua. En la misma época apoyó los esfuerzos del coronel Amoroso para promover la práctica de la gimnasia en las escuelas. Precursor del sindicalismo, también sostuvo "el espíritu de asociación en la comunidad". Militó por fin en las causas nacionalistas en Grecia y en Polonia.
Fue nombrado en la Academia de las inscripciones y lenguas antiguas por la real orden del 21 de marzo de 1816, a favor de la reorganización del Instituto de Francia.
Pudo acabar en 1818 su Voyage en Espagne (Viaje por España) y entró en el Consejo de Estado como dueño de las demandas. Elegido diputado del colegio de departamento del Sena el 17 de mayo de 1822, ocupó un escaño en el centro izquierda y combatió los sistemas financieros del ministerio, las leyes restrictivas de la libertad, y vivamente se opuso a la guerra de España, sobre todo por la razón de que sería imposible abastecer la caballería. Un periódico de la época resumió su opinión en esta manera: "¡heno de la guerra de España!" Esta actitud independiente lo hizo excluirse del Consejo de Estado antes de las elecciones del 25 de febrero de 1824. Sacó provecho de su ocio para efectuar, en compañía de su hijo, un largo viaje de cerca de cuatro años por Italia, Grecia, Turquía, Palestina y Egipto, y redactó una relación inédita.
Supo en Alejandría, en febrero de 1828, que había sido reelegido delegado el 24 de noviembre de 1827 por el gran colegio del Sena. Dejó a su hijo proseguir sólo el viaje y volvió en seguida a París. Su mandato le fue renovado el 19 de julio de 1830. El ministerio Martignac le había devuelto su asiento en el Consejo de Estado. Alexandre de Laborde, que reunía en su salón la fracción liberal de la cámara, entró en la oposición al ministerio Polignac, se opuso a la expedición de Argel y firmó la dirección de los 221. Por la tarde del 26 de julio, reúne en su casa a una quincena de diputados liberales, luego, al día siguiente, se puso a la cabeza del movimiento popular, subió sobre las barricadas con entusiasmo, revestido de un uniforme de fantasía, seguido por su ayuda de cámara Luciano, y se hizo aclamar en las oficinas del Nacional, como lo cuenta Chateaubriand.

### Bajo la monarquía de julio
Nombrado prefecto del Sena el 29 de julio de 1830 por la Comisión municipal de París, se quedó poco tiempo en este puesto que dejó el 20 de agosto cuando fue nombrado consejero de Estado, comendador de la Legión de honor, general de brigada de la guardia nacional y ayuda de campo de Louis-Philippe. Perdió brevemente sus funciones en 1831 por haberse adherido a una sociedad patriótica de inspiración republicana, pero no tardó en recobrarlas gracias a la benevolencia del rey.
Debido a su nombramiento en el Consejo de Estado, debió representar a sus electores, no sin haber rechazado a ser Par de Francia, porque deseaba continuar ocupando un escaño en el Palacio Bourbon, donde fue reelegido el 28 de octubre de 1830. Los electores del 7º distrito de París lo reenviaron sucesivamente a la cámara el 5 de julio de 1831, luego el 21 de junio de 1834. El mismo día, fue también elegido por el 4º colegio de Seine-et-Oise (Étampes). Optó por Étampes donde fue reelegido el 4 de noviembre de 1837 y el 2 de marzo de 1839. Presentó su dimisión en 1841 y fue reemplazado, el 7 de mayo, por su hijo, León de Laborde.
Durante los años que ocupó un escaño en la cámara, donde fue una de las figuras del centro izquierda, evolucionando más hacia la izquierda, al final de su vida, se mostró partidario de medidas liberales, pidió particularmente la añadidura de las capacidades a los consejos generales. Cumple, a partir de 1831, las funciones de cuestor lo que le permitió disponer de una vivienda para funcionarios en el Palacio Bourbon.
Regularmente fue consultado por Louis-Philippe, que apreciaba su espíritu particularmente sobre varios proyectos importantes tales como la erección del obelisco de Louxor sobre el plaza de la Concordia o la transformación del castillo de Versalles en el Museo de la Historia de Francia. Familiar del soberano, se libró de la muerte, por otra parte, en el momento del atentado de Fieschi en julio de 1835.
Era una de las personalidades en la monarquía de julio, amigo de los pintores Ary Scheffer y Horace Vernet, del violinista Paganini, de la condesa de Boigne, Girardin, Greffulhe, Broglie, del viejo príncipe de Ligne; era célebre por su espíritu, respondiendo por ejemplo, durante una cena, a alguien que lo advertía contra las intenciones que podían tener sus criados, con sus comentarios, ya que podrían repetírselos a la policía: " ¡oh! ¡Pobre gente! Si estuviera seguro de eso, diría mucho más, para hacerles ganar un poco de dinero.".
Gran Maestro adjunto del Gran Oriente de Francia del 1835 al 1842, fue también elegido miembro de la Academia de las Ciencias Morales y Políticas (sección de Economía política) en el momento de su nueva creación el 27 de octubre de 1832.
En el fin de su vida, hostigado por sus acreedores, aceptó, en octubre de 1840, la invitación del gran duque de Toscana, Leopoldo II, para ir a Florencia; luego viajó a Atenas y a Roma y volvió en el verano de 1842 a París, dónde murió el 20 de octubre, en un hotel modesto de la calle Saint-Lazare. Fue enterrado en el mausoleo familiar de la necrópolis de Saint-Pierre-de-Montmartre, en el sector antiguo llamado "del Calvario", al lado de su madre.

### Matrimonio y descendencia
Alexandre de Laborde se había casado el 12 de mayo de 1805 en Méréville, con Thérèse Sabatier de Cabre (1780-1854), hija de Honoré Sabatier de Cabre, antiguo embajador de Luis XVI y joven viuda del marqués Ferdinand de Saint Gillier. Tuvieron cinco hijos, entre los que cuatro alcanzaron la edad adulta:
- Charlotte Marie Valentine Joséphine de Laborde (1806-1894), que se casó con Gabriel Delessert (1786-1858).
- León de Laborde (1807-1869), delegado bajo la monarquía de julio y senador del Segundo Imperio.
- Laetizia de Laborde (1809-1810), muerta al caer accidentalmente, a la edad de quince meses, de una de las ventanas de Méréville;
- Aline de Laborde (1811-1885), que se casó con Édouard Bocher (1811-1900).
- Matilde de Laborde (1815-1904), que se casó con Édouard Odier (1800-1887).

## Obras
- Description d’un pavé en mosaïque découvert dans l’ancienne ville d’Italica, 1802
- Lettres sur les sons harmoniques de la harpe, 1806
- Voyage pittoresque et historique de l'Espagne, Paris, 1806-1820
- Description des nouveaux jardins de la France et de ses anciens châteaux, Paris, 1808-1815
- Discours sur la vie de la campagne et la composition des jardins
- Itinéraire descriptif de l'Espagne, Paris, 1809 - Describe un viaje por algunas regiones de España.
- Des aristocraties représentatives, 1814
- De la représentation véritable de la communauté, 1815
- Rapport sur la méthode de Lancaster, 1816
- Projets d’embellissement de Paris, 1816
- Quarante-huit heures de garde aux Tuileries, pendant les journées des 19 et 20 mars 1815. Par un grenadier de la Garde Nationale, 1816
- Les monuments de la France, classés chronologiquement et considérés sous le rapport des faits historiques et de l'étude des arts, Paris, 1816-1826
- De l’esprit d’association dans tous les intérêts de la communauté, 1818
- Plan d’éducation pour les enfants pauvre, 1819
- Voyage pittoresque en Autriche, avec un précis historique de la guerre entre la France et l'Autriche en 1809, Paris, 1821-1823
- Aperçu de la situation financière de l’Espagne, 1823
- Précis historique de la guerre entre la France et l’Autriche en 1809, 1823
- Collection de vases grecs expliquée, 1824-1828
- Au roi et aux chambres, sur la question d’Alger, 1830
- Paris municipe ou tableaux de l'administration de la ville de Paris, Paris, 1833
- Versailles ancien et moderne, 1839-1840